# 帕蘭卡鄉 (巴克烏縣)
46°32′N 26°07′E / 46.533°N 26.117°E
帕蘭卡鄉（羅馬尼亞語：Comuna Palanca, Bacău），是羅馬尼亞的鄉份，位於該國東北部，由巴克烏縣負責管轄，面積110平方公里，海拔高度644米，2007年人口3,613，人口密度每平方公里33人。